# Lorenzo Brown
Lorenzo Brown   (Rockford, 26 d'agost de 1990) és un jugador de bàsquet estatunidenc nacionalitzat espanyol que actualment juga al Maccabi de Tel-Aviv de la Lliga israeliana i de l'Eurolliga. Amb 1,96 metres d'alçada, juga en la posició d'escorta.